# Daniel Rodríguez Martín
Daniel Rodríguez Martín (nascido em 30 de junho de 1976) é um atleta paralímpico espanhol que compete na modalidade de basquetebol em cadeira de rodas. Participou dos Jogos Paralímpicos de Verão de 2012 em Londres.